# Lupososhi
Lupososhi ist einer von zwölf Distrikten in der Nordprovinz in Sambia.  Er hat eine Fläche von 4127 km² und es leben 79.610 Menschen in ihm (2022). Er wurde 2018 vom Distrikt Luwingu abgespaltet.

## Geografie
Der Distrikt liegt etwa 150 Kilometer westlich von Kasama, der Hauptstadt der Nordprovinz, entfernt. Der nördliche Teil erhebt sich bis auf 1500 m über dem Meeresspiegel, während der südliche Teil Richtung Bangweulusee bis auf knapp 1200 m abfällt.
Er grenzt im Osten an den Distrikt Luwingu, im Süden an Chilubi und in der Provinz Luapula an Chifunabuli und an Mansa im Südwesten. Im Westen grenzt er an Chipili und Kawambwa.
Seine Wards sind:
- Mufili
- Katuta
- Katilye
- Kampemba
- Kaela
- Mulalashi
- Bwalinbe
- Ilamba
- Ibale
- Itandashi
- Munshinge

### Klima
In Lupososhi herrscht ein warmes tropisches Klima mit höheren Niederschlägen von etwa 1060 mm von November bis April. Im Allgemeinen ist es in den Monaten Mai bis Juli kalt mit Temperaturen zwischen 8 °C und 22 °C. Von August bis Oktober ist es in der Regel gemäßigt mit teilweisen Niederschlägen und Durchschnittstemperaturen zwischen 21 °C und 24 °C. Das Klima ist ideal für den Ackerbau und die Vieh- und Fischzucht.

### Hydrologie
Der Distrikt hat reichlich Wasser in Form von Bächen, Flüssen, Lagunen, Sümpfen, Dambos und Seen. Die meisten Bäche sind ganzjährig. Einige der größeren Flüsse sind Lupososhi, Mufili, Mulalashi, Katilye und Munshinga. Neben diesen Flüssen gibt es zwei Lagunen im Distrikt. Die Lagunen Kabishi und Katilye befinden sich im Mutondo-Gebiet auf der Grenze zum Distrikt Chifunabuli. Zudem grenzt Lupososhi an einen kleinen Teil des Bangweulusees.

### Vegetation
Die Vegetation des Distrikts besteht im Hochland zu 90 % aus Savannenwäldern und zum Teil auch im Flachland, mit vereinzelten dichten Miombo-Wäldern mit Sträuchern und Gras vermischt. 10 % des Distrikts, vor allem im südlichen Teil, sind Sümpfe und Dambos mit vereinzelten Bäumen.

## Landwirtschaft
Lupososhi ist ein ländlicher Distrikt, in dem ein großer Teil der Bevölkerung in der Landwirtschaft tätig ist. Die wichtigsten angebauten Feldfrüchte sind Mais, Bohnen, Maniok, Erdnüsse und Fingerhirse. Es wäre möglich, dass im Chungu-Gebiet ausreichend Reis produzieren wird, um den gesamten Distrikt damit zu ernähren, und sogar in die benachbarten Distrikte zu exportieren.
Auf Grund der Bedeutung der Viehzucht, wurde neu das Ministerium für Viehzucht und Fischerei gegründet, das früher eine Abteilung des Landwirtschaftsministeriums war. Die häufigsten Tierhaltungen betreffen Rinder, Ziegen und die Fischzucht. Potenzielle Gebiete für die Viehzucht sind Chibaye, Katuta, Nsombo, Mutondo, Chungu und Mufili. Die Fischzucht erfolgt entlang des Bangweurusees durch über 65 kleinen Fischzüchtern, die in eine vom Ministerium durchgeführte Forschung eingebunden sind.